# گونوستراماتزا
گونوستراماتزا (به ایتالیایی: Gonnostramatza) یک کومونه در ایتالیا است که در استان اریستانو واقع شده‌است.

## خصوصیات
گونوستراماتزا ۱۷٫۵ کیلومترمربع مساحت و ۹۴۹ نفر جمعیت دارد و ۱۰۴ متر بالاتر از سطح دریا واقع شده‌است.